# 池州九华山机场
池州九華山機場是中華人民共和國安徽省池州市的一座機場。機場總投資8.89億元，於2013年7月29日通航。
九華山機場為支線旅遊機場，飛行等級4C，按4D級預留，適時建設為國際大型機場。項目佔地約3200畝，修建一條跑道長2400米（遠期2800米）、寬45米，可起降737、空客320等機型，航程2000公里左右。

## 航空公司與航點
2024～2025冬春航季
| 航空公司           | 目的地         |
| ------------------ | -------------- |
| 中国联合航空（KN） | 北京大興       |
| 中国南方航空（CZ） | 广州           |
| 成都航空（EU）     | 成都天府、舟山 |
| 深圳航空（ZH）     | 深圳           |

## 外部連結
- 池州九华山机场 （页面存档备份，存于）（简体中文）